# Liutgarda di Zähringen (figlia di Bertoldo I)
Liutgarda di Zähringen, Lütgarda o Liutgarda di Carinzia, (1047 circa – 9 luglio o 18 marzo 1119) fu margravina consorte di Cham-Vohburg.

## Biografia
Era l'unica figlia di Bertoldo I di Zähringen e (probabilmente) della sua prima moglie Richwara, figlia del duca Corrado II di Carinzia. Apparteneva quindi alla stirpe degli Zähringer.
Divenne moglie di Diepoldo II di Vohburg e quindi margravina di Cham-Vohburg; il loro figlio fu Diepoldo III di Vohburg.
Dopo la morte di Diepoldo II, sembra che abbia sposato in seconde nozze il conte bavarese Ernst I di Grögling e che sia rimasta nuovamente vedova intorno al 1096/98; tale affermazione, che si fonda su argomentazioni basate su transizioni immobiliari, è tuttavia contestata.

### Fondazioni di monasteri

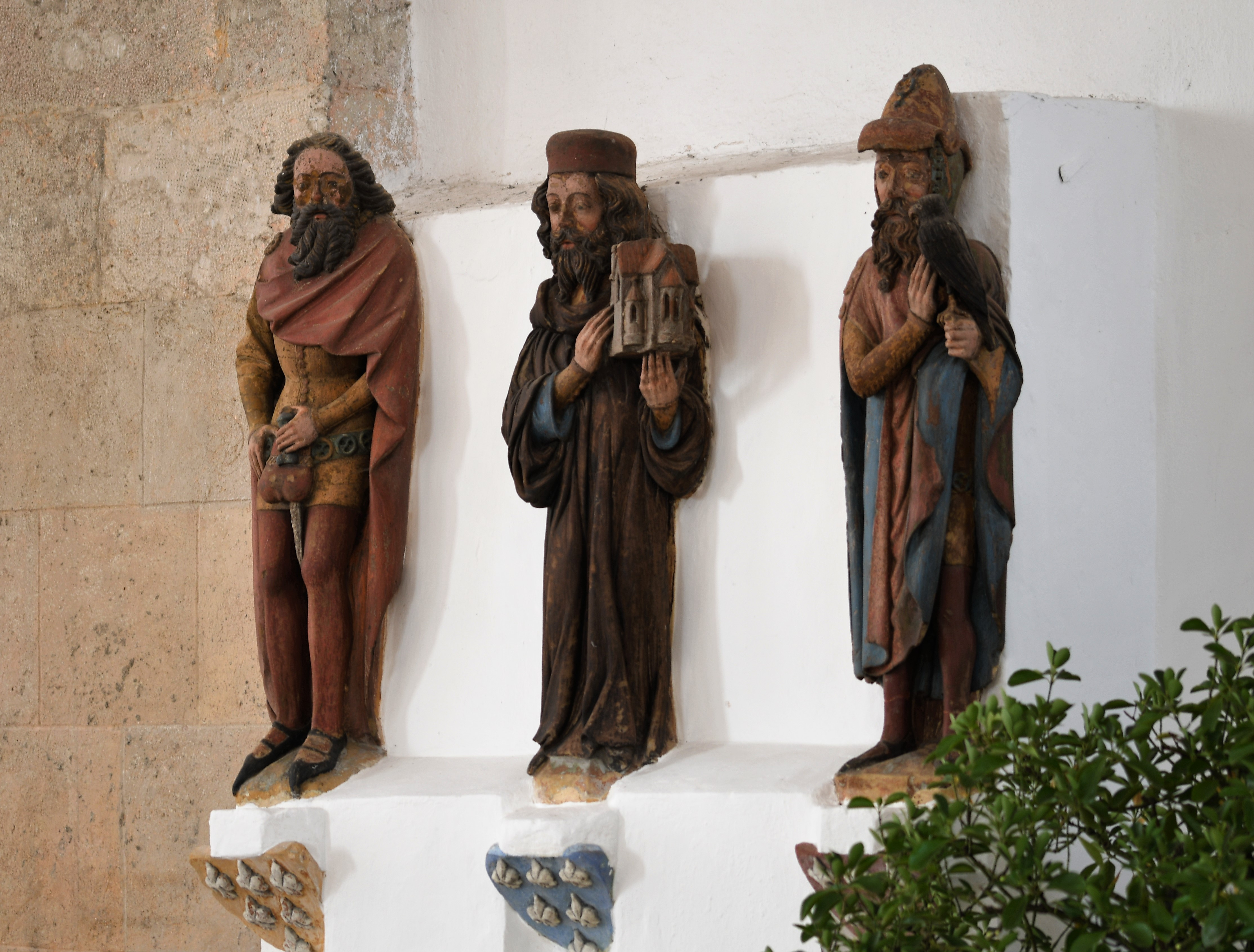
Statue dei fondatori dell'abbazia di Kastl

Liutgarda fu co-fondatrice dell'abbazia di Kastl nel 1102, insieme a suo fratello Gebardo III di Zähringen, vescovo di Costanza, e agli altri proprietari del castello di Kastl, il conte Berengario di Sulzbach, Federico I di Habsberg-Kastl e suo figlio, il conte Ottone di Habsberg-Kastl. Il vescovo Gebeardo era originariamente un monaco dell'abbazia di Hirsau, da cui iniziò il movimento di riforma cluniacense, e divenne il leader dell'opposizione all'imperatore Enrico IV fedele al papa, per cui si può presumere che le idee cluniacensi fossero condivise anche da Liutgarda. È passata alla storia del monastero di Kastl come "l'anima della fondazione".
Insieme a suo figlio Diepoldo III, fu anche la fondatrice dell'abbazia di Reichenbach am Regen nel 1118, che fu insediato per la prima volta dai monaci del monastero di Kastl.

### Il nome Liutgarda nella stirpe Zähringer
Liutgarda era un nome comune (Leitname) nella stirpe degli Zähringer, soprattutto una Liutgarda è conosciuta come la moglie del conte Landolt I di Nellenburg, probabilmente figlio di Guntram il Ricco, e una Liutgarda come figlia di Bertoldo II di Zähringen, la moglie del conte palatino sul Reno Goffredo di Calw, con cui viene spesso confusa. Quest'ultimo ebbe anche una figlia con lo stesso nome, la cui sorella era Uta di Schauenburg. Anche il conte Bertoldo IV di Zähringen ebbe una figlia con questo nome.